# Пати Диас
Пати Диас (на испански: Paty Díaz) е мексиканска актриса и модел. Омъжена е за импресариото Гилермо Пеня с когото имат син. Дебютът ѝ като актриса е през 1995 г. в мексиканската теленовела Господарката, продуцирана от Флоринда Меса.

## Филмография

### Телевизия
- Осмелявам се да те обичам (2025) – Кармен Гарсия
- Никой като теб (2023/24) – Ерендира Сантана Гарсия
- Жени убийци (2022), епизод 7 – Тоня
- Самотен с дъщери (2019/20) – Леона Лентеха
- Да обичам без закон (2018) – Сара Ернандес
- Мое мило проклятие (2017) – Брихита Санчес
- Завинаги Йоан Себастиан (2016) – Офелия де Фигероа
- Непростимо (2015) – Раймунда Алварес
- Както се казва (2014-2015) – Мирна / Елена
- Каква красива любов (2012/13) – Мирна Рейносо
- Лишена от любов (2011/12) – Макария Ернандес
- Успелите Перес (2009/10) – Аманда Оливера
- В името на любовта (2008/09) – Наталия Угарте де Ипарагире
- Секс и други тайни (2007) – Марсия
- Свят на хищници (2006/07) – Белен
- Най-красивата грозница (2006) – Секретарката на Мануел Хосе Басера
- Прегради пред любовта (2005/06) – Нурия де Ромеро
- Руби (2004) – Кристина Перес Очоа
- Саломе (2001) – Марта
- Ангелско личице (2000) – Сестра Клементина
- Рамона (2000) – Кармен
- Непокорна душа (1999) – Фелисия
- Росалинда (1999) – Клара Мартинес
- Капчица любов (1998) – Лорена
- Отвъд... узурпаторката (1998) – Лалита
- Узурпаторката (1998) – Лалита
- Жена, случай от реалния живот (1996-2003)
- Лус Кларита (1996) – Наталия
- Господарката (1995) – Бланка Лопес

### Кино
- Prax: un niño especial (2014) – Силвия
- Los Fabulosos 7 (2013) – Клаудия